# Čierna voda (dopływ Małego Dunaju)
Čierna voda – rzeka w zachodniej Słowacji, w dorzeczu Dunaju. Długość – 55,2 km, powierzchnia zlewni – 1257 km², średni roczny przepływ w Bernolákovie (górny bieg) – 0,7 m³/s.
Čierna voda zaczyna swój bieg w niewielkim obniżeniu terenu u południowych podnóży Małych Karpat, na północ od Bratysławy, na wysokości 130 m n.p.m. Powstaje z połączenia kilku małych strumieni jako Šúrsky kanál i na początku ma charakter kanału melioracyjnego. Płynie na południowy wschód przez Nizinę Naddunajską, równolegle do Małego Dunaju, kilka kilometrów na północ od niego. Koło wsi Čierna voda większość wód Čiernej vody uchodzi do Małego Dunaju przez sztuczne ujście, wykopane w celu rozdzielenia ewentualnych fal powodziowych Čiernej vody i Dudváhu. Pozostała część wód rzeki płynie dalej na południowy wschód jako Stará Čierna voda, we wsi Kraľov Brod przyjmuje największy dopływ – Dudváh i uchodzi do Małego Dunaju koło wsi .